# 圆茎耳草
圆茎耳草（学名：Hedyotis corymbosa var. tereticaulis）为茜草科耳草属下的一个变种。

## 扩展阅读
- 維基物種上的相關：圆茎耳草